# Kathleen Manners, Duquesa de Rutland
Kathleen Manners, Duquesa de Rutland (nascida Tennant; Londres, 30 de janeiro de 1894 – 4 de dezembro de 1989), foi uma aristocrata inglesa e esposa de John Manners, 9.º Duque de Rutland.

## Infância
Tennant, conhecida informalmente pela alcunha Kakoo, nasceu a 30 de janeiro de 1894, em Londres, no seio da família Tennant, uma influente família industrial escocesa que havia sido nobilitada. Era filha de Annie Geraldine Redmayne e de Francis John Tennant, de Innes, Morayshire, e do Castelo de Lympne, em Kent.
O seu avô paterno foi o industrial Sir Charles Tennant, 1.º Barão. O pai, membro do círculo social The Souls, era irmão mais novo de Edward Tennant, 1.º Barão Glenconner, e de Margot Asquith, esposa do primeiro-ministro britânico H. H. Asquith.

## Amizade com a Família Real
Amiga próxima do Duque e da Duquesa de Iorque, Manners não simpatizava com Wallis Simpson e desaprovou a abdicação de Eduardo VIII. No decurso da coroação do Rei Jorge VI e da Rainha Isabel, em 1937, foi uma das quatro duquesas que transportaram o pálio sobre a Rainha.

## Casamento e descendência
Casou-se com John Henry Montague Manners, Marquês de Granby, filho de Henry Manners, 8.º Duque de Rutland, e de Violet Lindsay, a 27 de janeiro de 1916, na igreja de St Margaret, em Westminster. Tiveram cinco filhos:
- Ursula Isabel Manners (1916–2017), que casou com o tenente-comandante Anthony Freire Marreco. Posteriormente, casou com Robert Erland Nicolai d'Abo;
- Isabel Violet Kathleen Manners (1918–2008), que casou em primeiras núpcias com o capitão de grupo Thomas "Loel" Guinness (filho de Benjamin Seymour Guinness), de quem teve descendência, incluindo Lindy Hamilton-Temple-Blackwood, Marquesa de Dufferin e Ava. Em segundas núpcias, casou com Sir Robert Throckmorton, 11.º baronete;
- Charles John Robert Manners, 10.º Duque de Rutland (1919–1999), e teve descendência;
- Lorde John Martin Manners (1922–2001), que casou e teve uma filha;
- Lorde Roger David Manners (1925–2017), que casou e teve duas filhas.

Em 1925, o seu marido sucedeu ao título de Duque de Rutland, passando ela a ostentar o título de Duquesa de Rutland.
O seu marido faleceu em 1940. Após a sua morte, o filho do casal tornou-se o 10.º Duque de Rutland. A Duquesa deixou então o Castelo de Belvoir, passando a residir no Belvoir Lodge, acompanhada por dois criados, Emily Stenton e Sidney Parkes. Faleceu na sua residência em Belgravia a 4 de dezembro de 1989, aos 95 anos.